# Hornbæk Strand
Hornbæk Strand er en badestrand i Hornbæk ved det nordvestlige Øresund. Stranden strækker sig henholdsvis vest for Hornbæk Havns mole og øst for Hornbæk Havns mole. Den er omkring 30 m bred og strækker sig fra Dronningmølle Strand i vest og til Stenstrup Strand i øst. Hornbæk Strand er Nordkystens største og mest besøgte strand. Der er ca. 1 km til Hornbæk Station. Badestranden har det blå flag.